# Sherlock Holmes Criminal-Cabinet
Sherlock Holmes Criminal-Cabinet ist ein Detektivspiel ohne Würfel und Spielplan, aber mit einer Reihe von Unterlagen (Stadtplan und verschiedene Hefte). Das Deduktionsspiel kann als Solo- oder Gruppenspiel gespielt werden.

## Überblick
Das von Gary Grady, Raymond Edwards und Suzanne Goldberg entwickelte Spiel erschien 1981/82 in den USA bei Sleuth Publications als Sherlock Holmes Consulting Detective. Überarbeitete Neuauflagen erschienen 2011 beim  französischen Verlag Ystari Games und 2016 bei Space Cowboys. In Deutschland wurde es 1984 von Franckh-Kosmos und 2020 bei Asmodee veröffentlicht. In der alten deutschen Ausgabe wird als Autor Anthony Uruburu angegeben.
Die amerikanische Spielezeitschrift Games Magazine kürte das Spiel 1982 zu einem der besten Spiele des Jahres; es erhielt den Charles S. Roberts Award (Origins Award) für das beste Fantasy-Brettspiel 1982. 1985 wurde es in Deutschland mit dem Kritikerpreis Spiel des Jahres ausgezeichnet. 2011 brachte Ystari Games eine französische Ausgabe heraus, die 2012 in Frankreich mit dem As d’Or – Jeu de l’Année „Prix du Jury“ ausgezeichnet wurde.
Aufgabe der Spieler ist es, im viktorianischen London des Sherlock Holmes zehn Verbrechen aufzuklären.

## Zubehör
Zur Aufklärung der Verbrechen stehen dem Einzelspieler oder der Gruppe allerhand Hilfen zur Verfügung. So gibt es ein Zeitungsarchiv mit Artikeln der London Times, die es auf Hinweise zu studieren gilt. Ein Adressbuch gibt den Wohnort eventuell zu befragender Personen an, die man dann im Vernehmungsbuch findet. Ein Stadtplan hilft, die Örtlichkeiten in Zusammenhänge zu bringen. Ein Lösungsbuch bestätigt die getätigten Ermittlungen.

### Zusätze
Franckh-Kosmos veröffentlichte zwei Fortsetzungen in Deutschland. 1986 erschien mit Sherlock Holmes Tatort London eine Fortsetzung mit fünf weiteren Fällen, die eigenständig spielbar ist. Im gleichen Jahr kam auch Sherlock Holmes Die Queen's Park Affaire heraus, die nur einen Fall enthält, dafür aber ein leicht verändertes Spielkonzept hat, das den Zeitfaktor bei den Ermittlungen betont. Während die beiden ersten Titel noch heute relativ häufig gebraucht gehandelt werden, ist die Queen's Park Affaire nur noch sehr selten zu finden. Zur Neuauflage von Asmodee erschien 2020 der Fall Verschwunden im Hyde Park.
In anderen Ländern gibt es noch weitere Titel aus der Serie; 1988: Adventures by Gaslight, 1995: West End Adventures und 2020: The Baker Street Irregulars. Von West End Adventures erschien 2016 eine erweiterte Version, die einen neuen Fall über Jack the Ripper enthält.
Zusätzlich erschienen noch einige kürzere Erweiterungen, die jeweils nur aus einem einzelnen Fall bestehen;
2012: La rançon du diable, 2013: Les Masques Africains, 2014: L’Homme Sans Visage und 2020: An Irregular Meeting.

## Computerspiel
1991 erschien mit Sherlock Holmes: Consulting Detective eine PC-Umsetzung der Brettspiel Vorlage in Form eines interaktiven Film-Adventures. Bis 1993 wurden mit Vol. II und Vol. III noch zwei Fortsetzungen herausgebracht, wodurch insgesamt neun Fälle digital umgesetzt wurden. Aktuell ist eine Neuauflage des Adventures geplant.